# Hans Deyssenroth
Hans Deyssenroth (* 29. Januar 1937 in Lörrach) ist ein deutscher Jazzmusiker (Piano, Keyboards, Synthesizer, Perkussion) und Physiker. Er ist einer der europäischen Pioniere des Computerjazz.

## Leben
Deyssenroth erhielt eine klassische Klavierausbildung, bevor er mit 18 Jahren den Jazz entdeckte. Während seines Studiums in Karlsruhe und in Basel spielte er auf Jamsessions mit Musikern wie Clark Terry. 1962 trat er in den Jazzclubs von Lörrach und Reutlingen auf. Er errang mehrere Preise auf Jazzfestivals in Baden-Württemberg und Basel. In den folgenden Jahren giggte er mit Oscar und Miriam Klein und Isla Eckinger; später traf er auf Makaya Ntshoko und entwickelte sich in Richtung freier Jazz. Hauptberuflich als Informatiker und Biometriker in der Industrie tätig, erarbeitete er 1979 ein Computerprogramm, das Musikvariationen nach dem Prinzip der DNA-Reparatur durchführt. Dieses Programm kam in Joël Vandroogenbroecks  Gruppe „Brainticket“ zum Einsatz, wo er auch mit Bruno Spoerri zusammenarbeitete und Konzerte in Basel, Zürich und Tübingen gab. Auch vertonte er Wissenschaftsfilme. Anschließend spielte er wieder akustischen Jazz mit der Gruppe Patchwork  1995 entstand aus seiner eingehenden Beschäftigung mit afro-kubanischen Rhythmen die Gruppe „Allgorhythm“, die mit den andersartigen Regeln dieser Rhythmik Jazzimprovisationen verknüpfte; Nachfolger dieser Band ist die „RitmoJazzGroup“. Daneben verfasste er auch Meditationsmusik („Logobiotik“, 1997). Derzeit spielt er mit Thomas Belmont in der Gruppe „Salamuja“; weiterhin gehört er zu den „Hornflakes“.

## Preise und Auszeichnungen
1982 erhielt Deyssenroth bei der Ars Electronica den dritten Preis im Bereich Computermusik.

## Diskographische Hinweise
- Brainticket Adventure (1980)
- Brainticket Voyage (1981)
- Allgeorhythm Clave + Jazz (1998)